# Мостарска област
Мостарска област је била једна од 33 области Краљевине СХС. Налазила се на подручју данашње Босне и Херцеговине. Седиште јој је било у Мостару. Настала је 1922. када је Краљевина СХС подељена на области, постојала је до 1929. године, када је укинута. Делови њеног подручје су укључени у састав Приморске и Дринске бановине.
Административна подела
Област је садржавала срезове/котаре:
- Билећски
- Гатачки
- Коњички
- Љубињски
- Љубушки
- Мостарски - градски
- Мостарски - сеоски
- Невесињски
- Столачки
- Требињски